# Nyembouè
Le Nyembouè est un plat gabonais qui est réalisé grâce aux noix de palme. Nyembouè signifie huile de palme en Myènè. Son appellation varie d'une ethnie à une autre, mais aussi d'un pays à un autre.  

## Préparation
Le Nyembouè se prépare avec les ingrédients ci-dessous : 
- Des noix de palme
- Du poulet fumé / De la poule dure / Poisson fumé / Du dindon
- Des crabes
- Des épinards
- L'huile de palme
- Des oignons
- Des gousses d’ail
- Du poivre noir
- Du Sel
- Du piment

Le plat de Nyembouè peut se manger avec du riz, de la banane pilée, des tubercules pilés, du manioc.

## Autres appellations
Le plat de Nyembouè est nommé de différentes façons selon les ethnies du Gabon, chez les Punus on dit Yamb y Ngatsi, chez les Fangs on dit Essouk, chez les Myènè on dit Nyembouè. 
Dans d'autres pays tels que le Congo Brazzaville, on dit la "moambe", en Cote d'Ivoire, on dit Sauce Graine.